# جامعة بازل
جامعة بازل (بالألمانية: Universität Basel)‏ هي جامعة تقع في بازل، سويسرا.

## تاريخ
تأسست الجامعة عام 1459، لذلك تعتبر إحدى أقدم الجامعات التي ما زالت قيد العمل في سويسرا. من أهم الشخصيات التي رافقت تاريخ الجامعة: فريدريك نيتشه، ليونارد أويلر، ياكوب بوركهارت، دانييل برنولي، كارل يونغ، إيراسموس، باراسيلسوس، يوجين هوبر، كارل بارث. تتميز الجامعة بشكل خاص بأبحاث tropical medicine وعلم الفلك والجيولوجيا.

## معرض صور

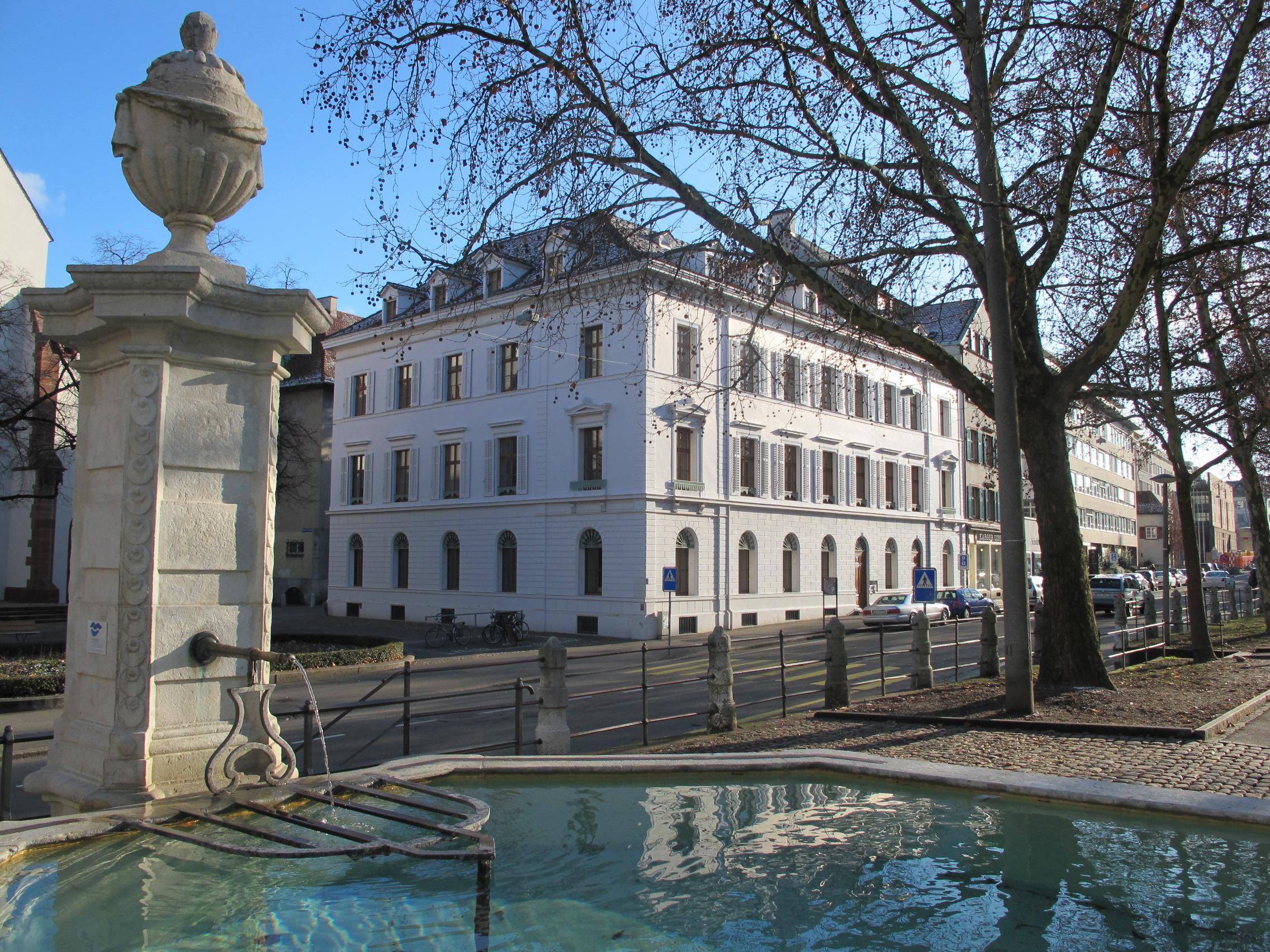
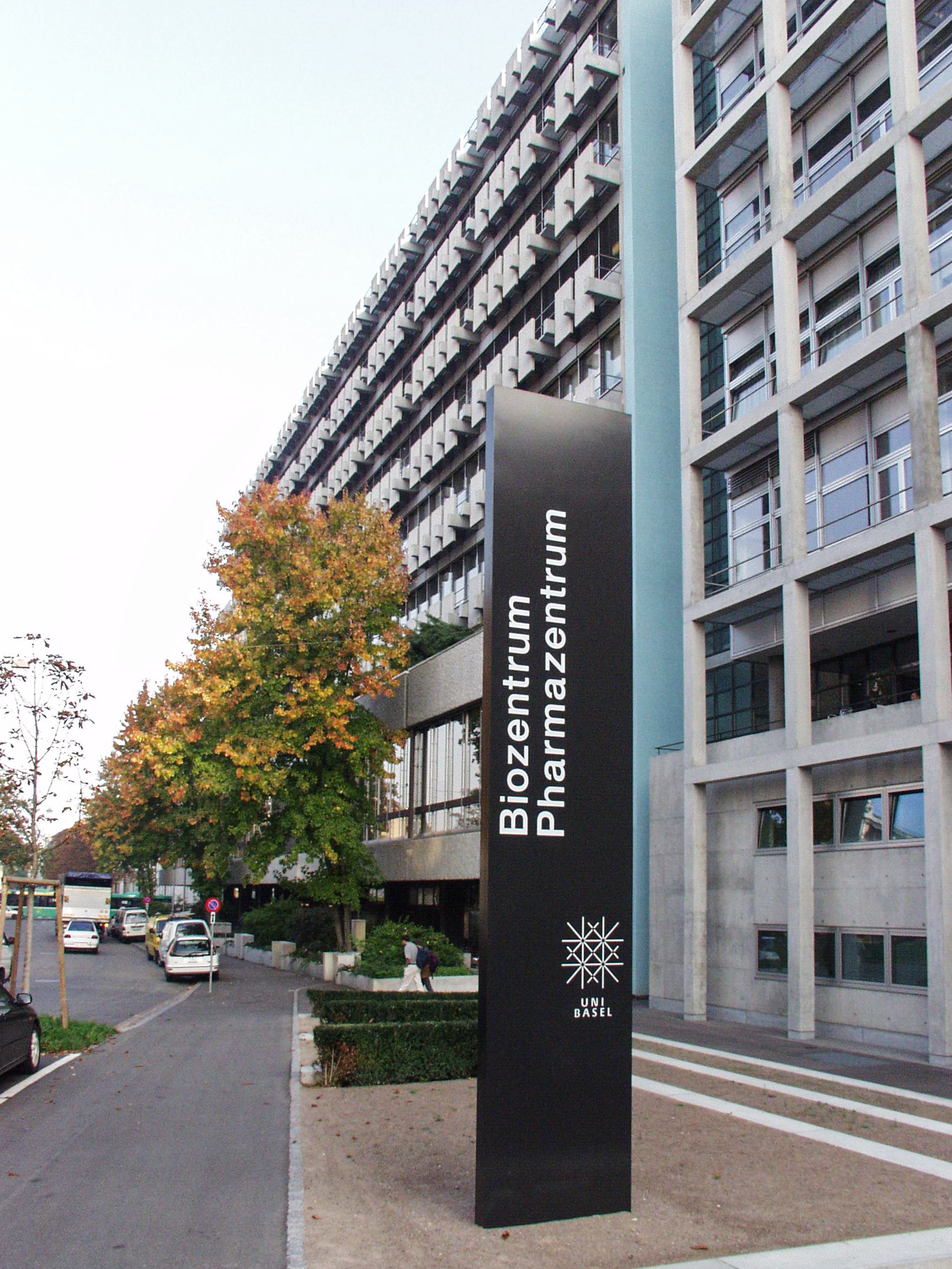
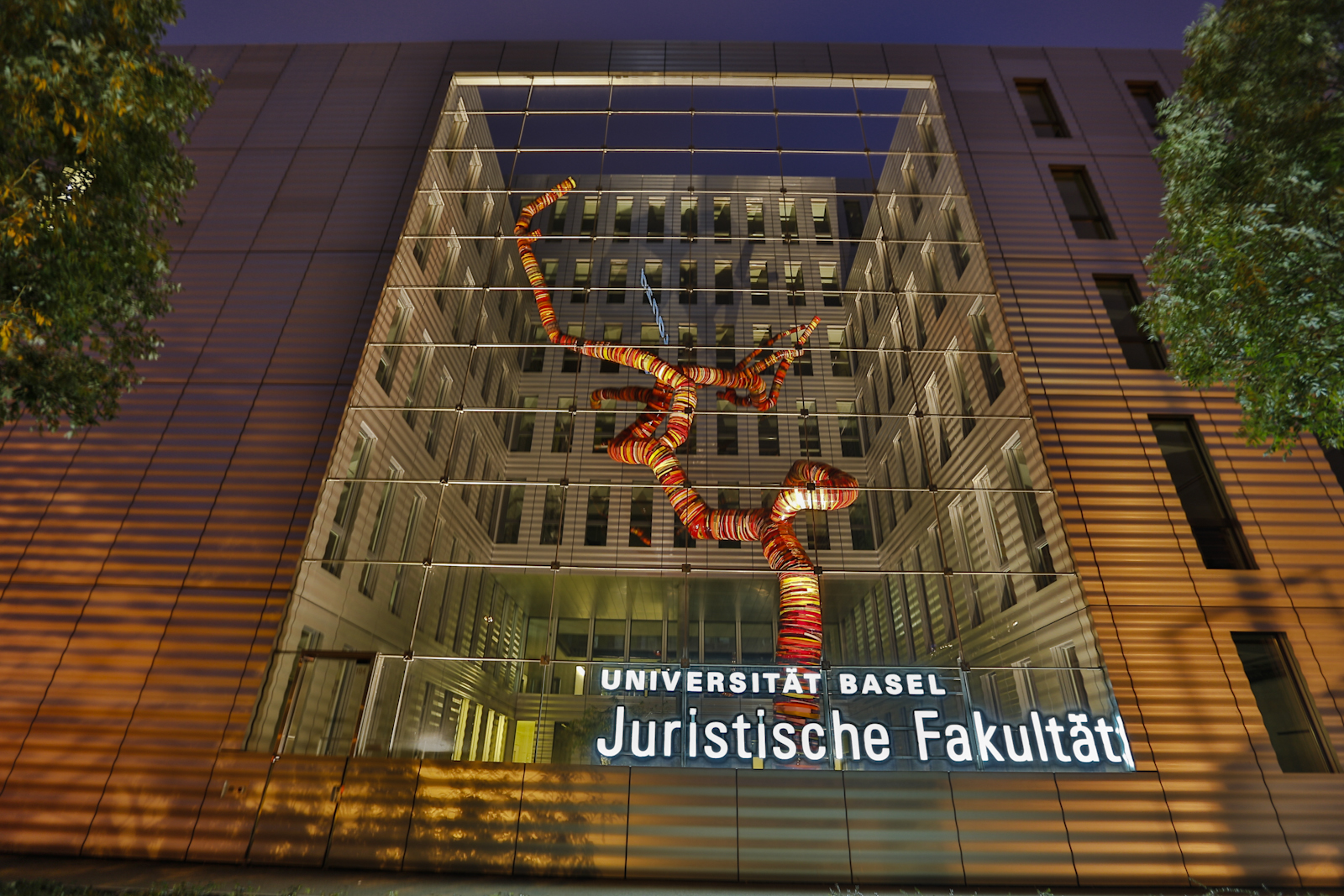
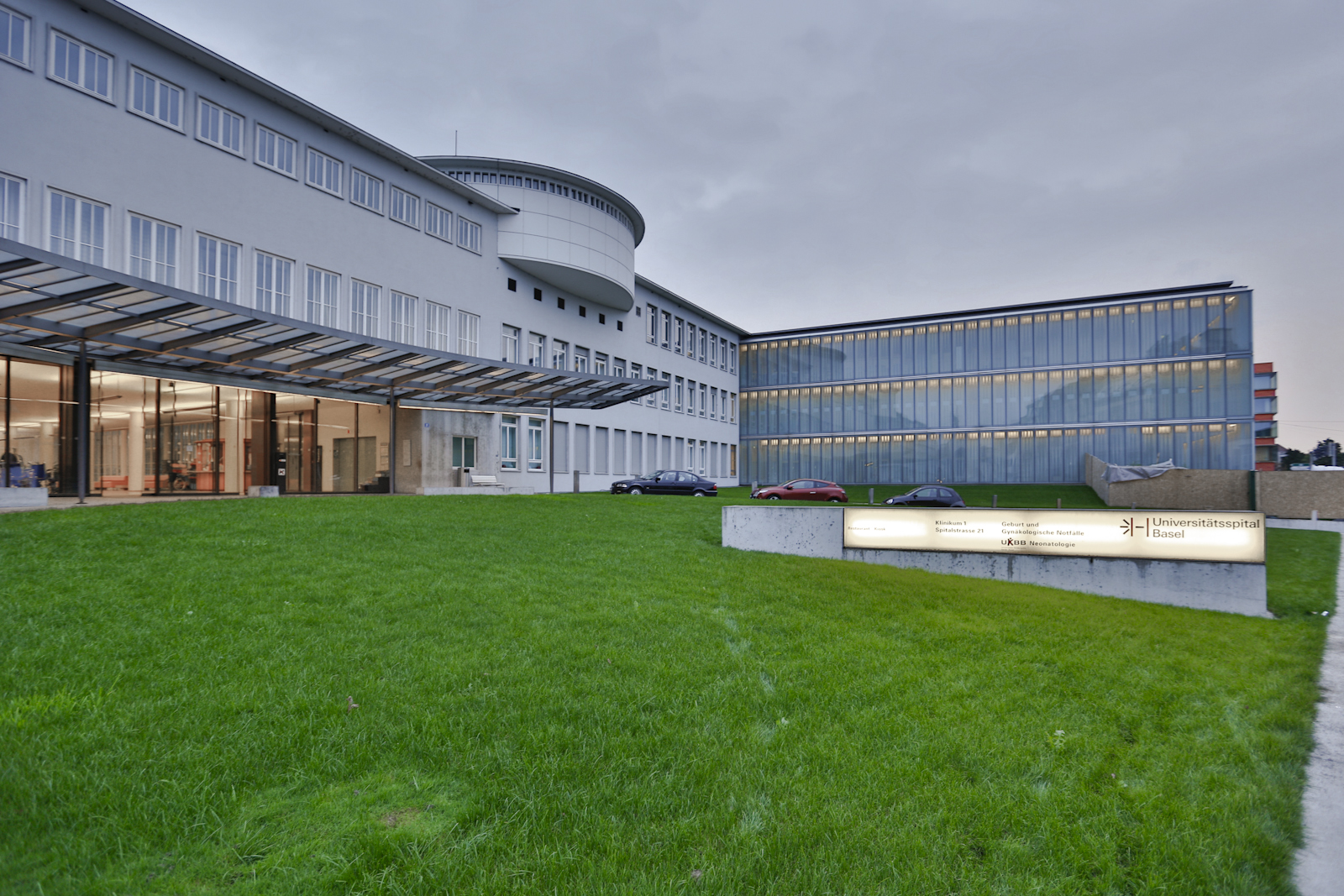
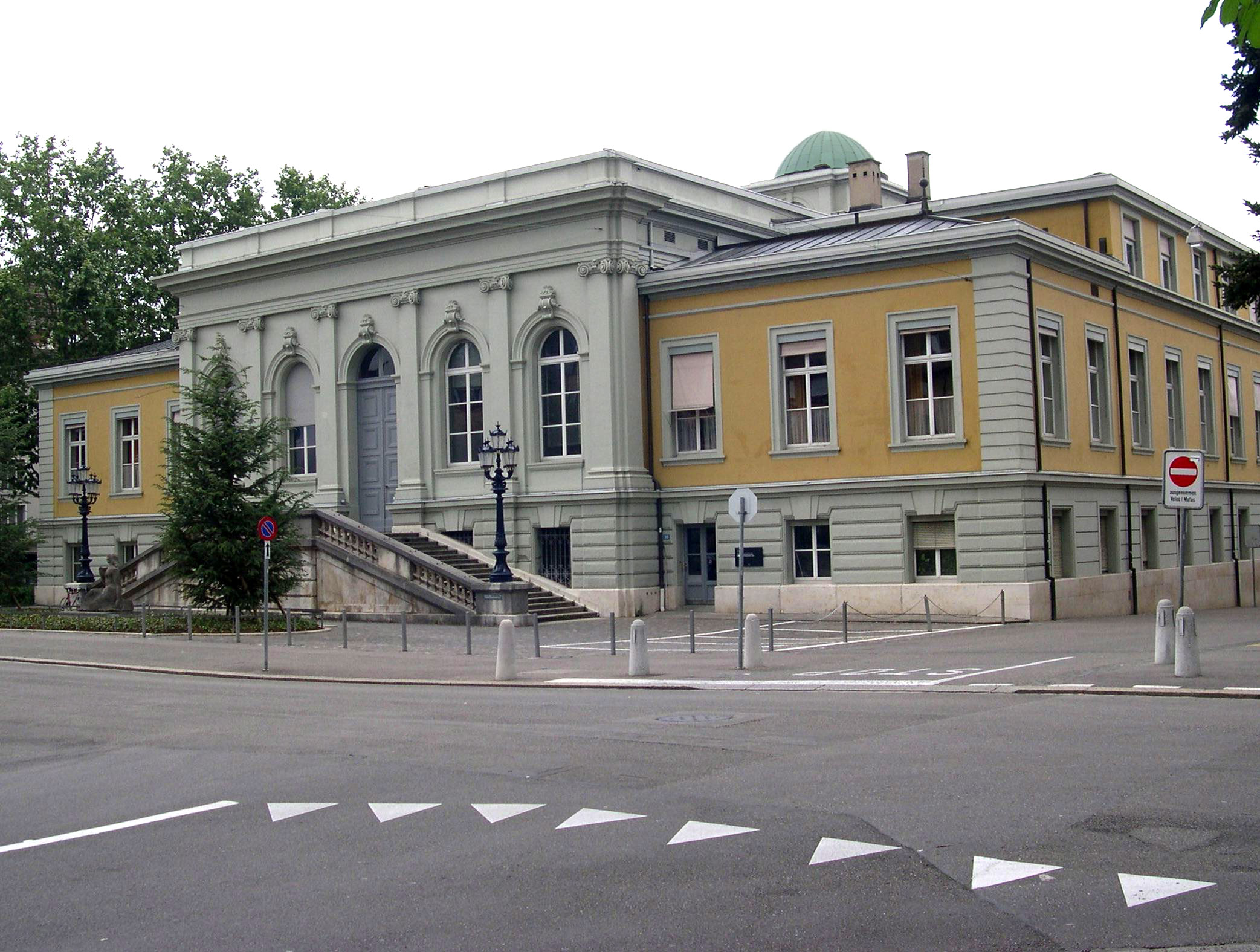

### الكليات
- الإلهيات Theology
- القانون Law
- الطب Medicine
- Phil I
- Phil II
- الاقتصاد Economy
- علم النفس Psychology
- علوم Science

## مواقع خارجية
1. موقع جامعة جامعة بازل
2. الدراسة في سويسرا
3. Swiss Universities handbook Web2.0 searchable database of Swiss Universities موقع يضم الجامعات السويسرية - بالإنجليزية